# Leonella Nasi
Leonella Nasi (Modigliana, 17 gennaio 1889 – Bologna, 21 maggio 1975) è stata un'artista, grafica e illustratrice italiana, attiva a Bologna dagli anni dieci del Novecento fino agli anni sessanta.

## Biografia
Nacque il 17 gennaio 1889 a Modigliana e dall'anno dopo è attestata a Bologna. Ebbe una lunga carriera notevole nel campo grafico, sia nell’illustrazione di libri per bambini e per adulti per Mondadori, Zanichelli, Cappelli, Paravia, Bemporad ma anche come disegnatrice di Ex-Libris e puntesecche. L’artista collaborò inoltre con autorevoli riviste del periodo come «Cordelia», «Emporium» e il «Corriere dei Piccoli», e si distinse nelle maggiori esposizioni pittoriche di Bianco e Nero, garantendosi anche numerosi premi e riconoscimenti per le eccezionali doti grafiche e di analisi. Fu grande maestra nell'elaborazione di Ex Libris, per cui si distinse in campo internazionale vincendo, nel 1929, il primo premio all'esposizione internazionale di Los Angeles.
Il suo ex libris dedicato a Nella De Angeli fu scelto dalla Enciclopedia Italiana di scienze, lettere ed arti a rappresentare la voce Ex-Libris.
Nel 1938 è presente nell’annuario delle donne italiane come «Leonella Nasi - Spec. in Bianco e Nero - Bologna, via Sabbioni 21»

## Vita privata
La donna nacque da Anna Stanzani e dal Cav. Alfonso Nasi, un massone, Medico Ispettore della Sede Compartimentale di Bologna della Cassa Nazionale Infortuni. L'artista ebbe altre due sorelle, Maria e Matilde che intrapresero entrambe la professione di insegnante, e un fratello, Pietro, che diventò avvocato. La donna, che non si sposò mai, fu un personaggio straordinario e indubbiamente originale, quando le si chiedeva perché non si fosse mai sposata ella era solita rispondere: «solo il divin Leonardo avrei potuto sposare!».
Si diplomò all'Accedemia di Belle Arti di Bologna e ottenne l'abilitazione all'insegnamento del disegno nelle scuole tecniche e normali nel 1909. Insegnò alle scuole medie di Bari, Ferrara e poi a Bologna.
Fu amica dei principali artisti attivi nell'area bolognese, come Alfonso De Carolis, Guerino Guerrini, e collaborò con Alfredo Baruffi, Antonio Maria Nardi e il tipografo Cesare Ratta in diversi progetti.
Nel 1918 fu al servizio della Patria come Infermiera Volontaria della Croce Rossa Italiana (I.V.C.R.I) per cui vinse un premio del Comune di Bologna alla fine della Grande Guerra nel 1919.
La Nasi frequentò la Società Francesco Francia dagli anni dieci del Novecento e numerose personalità bolognesi come Giuseppe Lipparini, la poetessa Eugenia Codronchi Argeli (Sfinge), Bianca Paolucci delle Roncole, la cerchia della famiglia degli Editori Cappelli. Fu inoltre molto amica della Contessa Carolina Isolani, per la quale illustrò il volume "Fiabe", che ebbe due edizioni, una del 1910 per l'editore Gherardi ed un'altra, nel 1922, per la Zanichelli. Della stessa autrice illustrò anche "Le avventure di Biribì", pubblicato nel 1913.
Nel 1935 vinse il Premio all’Esposizione milanese della Società Felina Italiana con i gatti «Ming-Tao» e «Pussy di Saigon».
Partecipò alla Resistenza durante la Seconda Guerra Mondiale in modo creativo, una sua testimonianza è infatti presente nel volume Le donne della Resistenza antifascista e la questione femminile in Emilia-Romagna: 1943-1945.
Morì il 21 maggio 1975 a Bologna all'età di ottantasette anni.

## Opere
- C. Isolani, Fiabe , Gherardi, Bologna 1912.
- C. Isolani, Le avventure di Biribì, Licinio Cappelli, Rocca di San Casciano, 1913.
- F. De Cinque, Idea di giustizia e disciplina di guerra, Licinio Cappelli, Bologna 1917.
- Illustra le copertine di dicembre 1924, 1 febbraio e 15 febbraio 1925 di: «Cordelia - Rivista per signorine»,  Anno XLIV, Cappelli Editore, Bologna 1924, 1925.
- Illustra la copertina di: «Emporium», Vol. LX N. 360, dicembre 1924, Istituto d’Arti Grafiche, Bergamo e di «Emporium», Vol. LXVII, N. 367, luglio 1925, Istituto Italiano d’Arti Grafiche, Bergamo.
- Cura i disegni delle «Strenne» bolognesi di Assunta Biscardi dell’Opera Pia di S. Domenico.
- M. Todeschini, Vita e lavoro: il germoglio, La editoriale libraria, Trieste 1929.
- G. Locatelli, A. Mondovì, Voci dalla Patria lontana: corso di letture per le scuole italiane all'estero, volume per la seconda classe, Mondadori, Milano 1928.
- G. Locatelli, A. Mondovì, Voci dalla Patria lontana: corso di letture per le scuole italiane all'estero, volume per la terza classe, Mondadori, Milano 1929.
- M. B. Pasini, Il girotondo della fortuna, Paravia e C., Torino 1929.
- D. Provenzal, L’acqua che canta, Paravia e C., Torino 1929.
- G. Pini, R. Grandi, Solco luminoso: sillabario e prime letture per la prima classe elementare, Bemporad & figlio, Firenze 1930.
- G. Bernardi, Le due ville: avventure d’una famiglia nel ‘66, Paravia e C., Torino 1930.
- N. Ravetta, Occupazioni piacevoli per alunni in vacanza, Edizioni Mondadori, Milano 1930.
- D. Provenzal, Un po’ di buon vento, Paravia e C., Torino 1932.
- A. Viscardi, Per le vie del mondo, La grafica emiliana, Bologna 1933.
- Collaborazione mensile con il «Corriere dei Piccoli» dal 1933 al 1945.
- T. Stagni, Battiti d’ali, G.B. Paravia & C, Bologna 1940.
- A. Viscardi, Alere Flammam, Opera di S. Domenico per i figli della Provvidenza, Milano 1942.
- L. Lipparini, Il fiore di letture, Zanichelli, Bologna 1949.
- A. Enriques, La campanella: letture per la 4ª classe elementare, Zanichelli, Bologna 1949.